# Соболевський Владислав Юрійович
Владислав Юрійович Соболевський (псевдо: «Борисфен»; нар. 1 березня 1989, Київ, Україна) — український військовий та громадський діяч. Підполковник Збройних сил України, радник командира 3-го армійського корпусу (сформованого з 3-ї окремої штурмової бригади) Збройних Сил України.

## Життєпис
Владислав Соболевський народився і виріс у Києві. З юнацьких років займався боксом. 
У 2006 році закінчив гімназію «Діалог», а у 2011 році — Український державний університет імені Михайла Драгоманова за спеціальністю «географія-практична психологія». Також має військову освіту, яку здобув вже після приєднання до армії.
Активний учасник Революції Гідності. 20 лютого 2014 року брав участь у  протистоянні на вулиці Грушевського. Крім того, під час Майдану активно протистояв «тітушкам».
У 2014 році добровільно пішов у військо, потім займався політичною діяльністю. З початком повномасштабного вторгнення РФ в Україну повернувся до лав Збройних Сил України. Пройшов шлях від рядового солдата до начальника штабу в полку «Азов», у 2022 році став заступником командира 3-ї окремої штурмової бригади.

### Участь в російсько-українській війні на сході України
3 червня 2014 року став добровольцем батальйону, а згодом – полку «Азов» .
Вже 13 червня 2014 року був учасником визволення Маріуполя від російсько-терористичних військ, а 5 серпня 2014 року брав участь у визволенні Мар'їнки. Також був учасником інших контртерористичних операцій.
У вересні 2014 року брав участь в обороні Маріуполя, коли війська самопроголошеної «ДНР» та РФ намагалися повторно захопити місто.
З грудня 2014 року – призначений на посаду начальника штабу полку «Азов». У лютому 2015 року безпосередньо керував штабом в ході Широкинської наступальної операції та оборони села Широкине.
Активно займався впровадженням військових стандартів НАТО в полку «Азов» та відкриттям військової школи імені Євгена Коновальця для підготовки сержантського та старшинського складу.
У вересні 2017 року звільнився з військової служби та переїхав до Харкова, де долучився до громадської діяльності.

### Громадсько-політична діяльність на Східній Україні
В кінці вересня 2017 року був одним з організаторів ліквідації наслідків вибухів на артилерійських складах в Калинівці.
В жовтні 2017 року переїздить до Харкова. 28 листопада 2017 року разом з однодумцями в Харкові намагався припинити фільмування серіалу «За законами воєнного часу», над яким працювала російсько-українська кінокомпанія Star Media. Їх обурило те, що серіал є пропагандою ідей СРСР та прославляє НКВС.
Активний учасник Всеукраїнської кампанії «Пам'ять нації». 
На початку лютого 2018 року влаштовував акції протесту проти ухваленого в Польщі закону про «бандерівську ідеологію». 5 лютого 2018 року Владислав Соболевський разом з Максимом Жоріним зустрілися з Генконсулом Польщі в Харкові Янушем Яблонським та обговорили союзницькі стосунки Польщі та України.
17 березня 2018 року був учасником міжнародної конференції в Вільнюсі, в ході якої Литва передала українській стороні 2100 саджанців дубів. Дерева висадили на острові Хортиця в Запоріжжі на честь воїнів, полеглих в боях за Україну.
У квітні 2018 року був одним з організаторів акції «Не здавай Станицю» в місті Сіверськодонецьк (Луганська область). Завдяки акції вдалося схилити представника президентської влади в Луганській області визнати відвід військ в районі Станиці Луганської зрадою державних інтересів.
19 квітня 2018 року в Полтаві Владислав Соболевський разом з полтавськими активістами виступили проти незаконної прибудови до колишнього кінотеатру імені Котляревського . 
13 червня 2018 року організував в центрі Харкова акцію «Свободу полоненим» з вимогою звільнити Олега Сенцова та інших в'язнів, які перебували в полоні в Російській Федерації та окупованих районах Донецької та Луганської областей. 
Владислав Соболевський є одним із співзасновників Першого Націоналістичного хабу в Харкові і організатором художніх виставок, зокрема Микити Тітова та в галереї «Дюрер».
Один із засновників реабілітаційного центру «Братерська цитадель» для учасників АТО у в Харкові. На той момент центр був унікальним, бо займався не лише реабілітацією бійців з травмами опорно-рухового апарату, а й надавав психологічну допомогу.
У березні 2019 року Владислав Соболевський став одним з організаторів масових протестів, під час яких вимагав покарати людей з оточення президента Петра Порошенка, причетних до корупції на підприємстві «Укроборонпром».
2 червня 2019 року Владислав Соболевський брав участь в акції протесту проти з'їзду політичної партії «Довіряй ділам», яку організували мер Харкова і мер Одеси. Під час акції протестувальники зламали бюст радянського полководця Георгія Жукова та встановили на його місці український прапор .
У червні-липні 2019 року Владислав Соболевський став керівником виборчого штабу Максима Жоріна на позачергових парламентських виборах 2019 року по 217 виборчому округу в Києві.
Один із організаторів змагань з кросфіту Right choice cup.
Організатор флешмобу «Ні незаконній забудові Києва» в 2019 році. 
У жовтні 2019 року Владислав Соболевський разом з ветеранами АТО тиждень перебував в Золотому-4 в Луганській області,  де представники політичної партії «Національний корпус», що виступали проти розведення сил за «формулою Штайнмаєра», організували свій блокпост на час розведення військ. В результаті акції Золоте-4 не відійшло у «сіру» зону.
У листопаді-грудні 2019 року був активним учасником акцій в центрі Києва проти відкриття ринку землі в Україні.
Виступав проти відкриття Північного потоку-2.

### Діяльність в Центральному Штабі«Національного Корпусу»
10 лютого 2020 року Владислав Соболевський переїхав до Києва і став першим заступником керівника центрального штабу політичної партії «Національний Корпус».
12 березня 2020 року Владислав Соболевський разом з Максимом Жоріним, Сергієм Тамаріним, Олександром Волковим та іншими ветеранами полку «Азов» зупинили презентацію «Національної платформи єдності і примирення» Сергія Сивохо, який закликав до миру з Росією. 
14 березня 2020 року став одним із організаторів маршу ветеранів на День добровольця під стінами Посольства РФ в Києві.
Владислав Соболевський був одним з організаторів громадської ініціативи «НКволонтери» (Національний Корпус волонтери), яка допомагала громадянам під час пандемії коронавірусу в Україні.
Також є одним з організаторів курсів з цивільної оборони від «Національного корпусу».

### Діяльність під час повномасштабного вторгнення Росії в Україну
Після початку повномасштабного вторгнення Російської Федерації в Україну політична партія «Національний Корпус» фактично припинила своє існування — увесь її керівний та депутатський склад долучився до лав Збройних сил України.
Владислав Соболевський повернувся до військової служби як командир полку територіальної оборони «Азов-Київ», який брав участь в обороні столиці. У квітні 2022 року підрозділ був перейменований у ССО «Азов-Київ», а згодом реформований у 3-тю окрему штурмову бригаду.
Соболевський був одним з організаторів гелікоптерних рейдів на металургійний завод «Азовсталь» у Маріуполі, де в оточенні перебували військовослужбовці ЗСУ, Національної гвардії, МВС, Державної прикордонної служби та інших структур. Завдяки цим рейдам вдалося доправити в оточення зброю, боєприпаси та медикаменти, а також евакуювати певну кількість важкопоранених. Соболевський публічно закликав до деблокади Маріуполя, коли це ще залишалося теоретично можливим, а також коментував події в місті для журналістів.
У складі ССО «Азов-Київ» брав участь в обороні Запорізької області, зокрема у стримуванні наступу та деокупації захоплених територій.
11 квітня 2022 року разом із побратимами здійснив спробу рейду на територію «Азовсталі», однак операція завершилася безуспішно. Також намагався організувати ще один рейд на завод під час святкування Великодня (24 квітня 2022 року) за участі добровольців-священників Української православної церкви Московського патріархату. Згідно з попередніми домовленостями з російською стороною, священнослужителі мали доставити на «Азовсталь» їжу та медикаменти. Втім, у останній момент російські військові затримали гуманітарний вантаж і не допустили колону до Маріуполя.
Після цього Соболевський продовжив участь у Запорізькій кампанії та долучився до розбудови 3-ї окремої штурмової бригади. Брав участь у боях під Бахмутом як начальник артилерії бригади, де підрозділ зокрема успішно стримував наступ сил ПВК «Вагнер».
Займався інформуванням цивільного населення про процеси мобілізації, проводив публічні лекції з метою підвищення обізнаності та мотивації до вступу на військову службу.
У лютому 2025 року взяв участь в «українському тижні» у Вашингтоні, де виступав одним з представників, які закликали США продовжувати підтримку України.
Станом на березень 2025 року обіймає посаду радника командира 3-го армійського корпусу, що дислокується на Харківському напрямку.

## Нагороди
- Нагородна вогнепальна зброя — за проявлену особисту мужність під час виконання бойових завдань.
- Відзнака полку НГУ «Азов» «За звільнення Маріуполя» — за участь у звільненні та обороні Маріуполя.
- Медаль «Захиснику Маріуполя» (2015 рік);
- Почесна відзнака «За оборону Маріуполя» (2017 рік);
- Медаль «За жертовність і любов до України» (2022 рік);
- Почесний нагрудний знак Головнокомандувача ЗСУ «Хрест Заслуги» (2023 рік);
- Медаль «Захиснику України» (2023 рік);
- Нагрудний знак «За сприяння обороні Києва» (2023 рік);
- Медаль «За військову службу Україні» (2023 рік);
- Медаль ГУР МОУ «Україна - понад усе» (2024 рік).